# Предраг Бошковић
Предраг Бошковић (Пљевља, 12. марта 1972) црногорски је политичар и актуелни потпредсједник Европске рукометне федерације и члан Међународног вијећа рукометне федерације.

## Биографија
По образовању је економиста и био је укључен у политику од 1997. године. Био је посланик у Скупштини Црне Горе, замјеник министра иностраних послова у Влади Србије и Црне Горе, министар економије при Влади Црне Горе, министар за Рад и социјално старање те министар образовања у Влади Црне Горе.
Обављао је функцију министра одбране при Влади Црне Горе. Током његовог министровања, војник Милан Медојевић поднио је тужбу да му је прекинут радни однос јер је Србин. Он је добио тужбу на Основном суду.
Био је одликован Орденом Светог Саве Српске православне цркве за помоћ у изградњи храмова са позиције предсједника одбора пљеваљског Рудника угља. Митрополит Амфилохије најавио је одузимање ордена Бошковићу, као и то да је екскомунициран због исказаних ставова по питању карактера масовних протесних литија поводом контроверзног Закона о слободи вјероисповјести.
Јуна 2023. године против њега је подигнута оптужница због афере са становима и кредитима у Црној Гори.

## Ставови
Бошковић негира осмовјековни историјски континуитет Српске православне цркве тврдећи да је дати факат фалсификат. Он СПЦ назива црквом Србије.
По питању иницијативе Отворени Балкан заузео је став да је у питању начин да се замаскира вјековни пројекат Србије у региону Западног Балкана, а то је Велика Србија.